# Fundo de investimento
Um fundo de investimento é uma forma de aplicação financeira, formada pela união de vários investidores que se juntam para a realização de um investimento financeiro, não possuindo personalidade jurídica, e sendo constituído tal qual um condomínio, visando um determinado objetivo ou retorno esperado, dividindo as receitas geradas e as despesas necessárias para o empreendimento. A administração e a gestão do fundo são realizadas por especialistas contratados. Os administradores tratam dos aspectos jurídicos e legais do fundo, os gestores da estratégia de montagem da carteira de ativos do fundo, visando o maior lucro possível com o menor nível de risco. 
Dependendo do tipo de fundo, as carteiras geralmente podem ser mais diversificadas ou menos diversificadas, podendo conter ativos de diversos tipos tais como ações, títulos de renda fixa (CDBs), títulos cambiais, derivativos ou commodities negociadas em bolsas de mercadorias e futuros, títulos públicos, entre outros. Todo o dinheiro aplicado nos fundos é convertido em cotas, que são distribuídas entre os aplicadores ou cotistas, que passam a ser proprietários de partes da carteira, proporcionais ao capital investido. O valor da cota é atualizado diariamente e o cálculo do saldo do cotista é feito multiplicando o número de cotas adquiridas pelo valor da cota no dia. No Brasil, o primeiro fundo de investimento foi o Valéria Primeira, um fundo fechado criado em 1952 e administrado pelo banco Deltec.

## Vantagens de investir em fundos
Geralmente, tenta-se disseminar a crença de que uma das principais vantagens de se investir em fundos é a comodidade para o investidor, que prefere deixar sob os cuidados de especialistas a gestão de seus recursos. Entretanto há numerosos estudos que colocam em dúvida a tese de que os gestores profissionais sejam capazes de produzir resultados melhores do que a escolha aleatória de ativos. Uma das investigações mais dramáticas e cômicas foi publicada no Guinness Book, sobre um chimpanzé que obteve performance superior a 6.000 gestores profissionais de Wall Street durante a bolha de 1999. E há outros casos envolvendo animais que compuseram portifolios tão lucrativos quanto a média dos gestores profissionais. Um estudo publicado no Wall Street Journal mostrou que um chimpanzé com olhos vendados, lançando dardos sobre um quadro com os nomes de ações, e comprando-se as ações atingidas pelos dardos, obteve-se lucro só um pouco menor do que a média de 100 gestores profissionais de Wall Street, no entanto, ao considerar a relação entre lucro e risco, verificou-se que o chimpanzé tinha menor exposição ao risco, e ao calcular as proporções utilizando o índice de Sharpe, constatou-se que que a performance ajustada ao risco foi melhor para o chimpanzé do que para a média dos 100 gestores considerados.  Isso não significa que o chimpanzé seja um gênio nem tampouco que seja mais competente que os gestores profissionais. Significa apenas que a grande maioria dos gestores profissionais, de acordo com este e outros estudos, não consegue obter resultados melhores do que se comprassem e vendessem aleatoriamente, ou se escolhessem por sorteio os ativos para compor seus portfólios. Também não significa que não existam gestores capazes de obter performances consistentemente superiores ao índice, mas estes são raríssimos. No Brasil, alguns dos gestores mais bem sucedidos de fundos tiverem rendimento nos últimos 15 anos não superior a 1% ao ano, descontada inflação e impostos. Os melhores gestores do mundo, com exceção de James Simons, que excede 30% ao ano desde 1982, os demais (inclusive os lendários George Soros e Warren Buffett) não excedem em muito os 15% ao ano, depois de descontar inflação e impostos. 
Como a grande maioria dos gestores profissionais não consegue superar o índice, a prática de Buy & Hold (comprar e segurar) mostra-se uma alternativa mais lucrativa do que aplicar em fundos, tanto pela performance em si quanto pela ausência das taxas de performance, taxas de administração e outras que o investidor teria que pagar se aplicasse em um fundo.
Além da menor rentabilidade, há diversas outras desvantagens ao se aplicar nos fundos de varejo, bem como na maioria dos fundos prime e private. Uma destas desvantagens é a liquidez e a inflexibilidade. Se o investidor aplica por conta própria, simplesmente compondo uma carteira que represente aproximadamente os componentes principais do índice, ou mesmo comprando o mini-índice, ele pode resgatar a qualquer momento, sem taxas nem multas, ao passo que em muitos fundos o investidor está sujeito a um limite de resgates por ano, precisa cumprir determinada carência antes de fazer o primeiro resgate, ficando sujeito a pesadas multas no caso de não cumprir a carência, entre outras complicações burocráticas que são suprimidas se o investidor operar diretamente, sem a intermediação de um fundo. 
Há fundos nos quais, após pagar as taxas, o investidor consegue resultados um pouco melhores do que buy & hold do índice, mas são bastante raros e geralmente estão inacessíveis ao investidor de varejo. É recomendável que o investidor procure se instruir o melhor que puder sobre critérios adequados para decidir onde aplicar seu dinheiro. Existem índices para medir a relação entre lucro e risco que proporcionam uma ideia satisfatória sobre a qualidade de um fundo. Alguns dos índices mais amplamente utilizados são o índice de Sharpe, índice de Treynor, Calmar ratio, Modigliani RAP, Omega ratio e Sortino ratio.
As equipes de gestores acompanham e analisam o mercado diariamente em busca de boas oportunidades de investimento, e tentam selecionar os ativos que acreditam que tenham melhores perspectivas de valorização, porém os resultados práticos se mostram, na maioria das vezes, inferiores à pura e simples compra do índice, e não há diferença estatisticamente significativa de compras e vendas aleatórias.
Alguns fundos mútuos oferecem alta liquidez, aproximadamente comparável à liquidez que o investidor teria se aplicasse individualmente, o que permite resgates em 3 dias úteis, a contar da data de solicitação. A exceção mais importante é no caso dos fundos fechados, os quais não admitem resgate de cotas, apenas a venda das cotas no mercado secundário.
Nos casos de fundos de previdência, há algumas vantagens concretas, porque os valores aplicados podem ser abatidos do imposto de renda, nos casos de PGBL.É importante ler com atenção os contratos, porque em alguns casos (VGBL) não há abatimento, mas apenas a postergação do pagamento do IR, que é feito na ocasião do resgate.

## Harry Markowitz
Em 1952, escreveu um artigo que despertou o interesse para a prática comum da diversificação das carteiras, explicando como pode um investidor reduzir o desvio-padrão da rentabilidade da carteira escolhendo ações cujas oscilações sejam exatamente paralelas, desenvolvendo, assim, os princípios básicos da formação de uma carteira. São esses princípios que constituem a base de quase tudo o que se pode referir acerca da relação entre o risco e o retorno.
No entanto, vale destacar que uma carteira diversificada pode ser um problema para o investidor. Muitos dizem que não se deve botar todos os ovos em apenas uma cesta, porém, utilizando a mesma analogia, tente pensar da seguinte forma: e se uma raposa vier roubar todos os ovos que eu distribuí pelas cestas? Terei que cuidar de muitas cestas e correrei um risco grande de ser roubado. Ou seja, com uma carteira diversificada, a atenção fica distribuída e o foco se perde. Deve-se concentrar a carteira e tomar conta das ações, colocar todos os ovos numa única cesta e não deixar que a raposa os leve, concentrando seus esforços nessa cesta.

## Rentabilidade
A rentabilidade de cada fundo é determinada pela estratégia de investimento adotada pelo gestor, que deve respeitar as características definidas no seu regulamento. Existem fundos conservadores e fundos mais agressivos com diferentes graus de risco definidos de acordo com seu objetivo.
Se um fundo conseguir rentabilidade de 3% em um mês, todos os cotistas terão a mesma valorização percentual, independentemente do valor aplicado. As taxas e impostos têm grande importância na rentabilidade do fundo, portanto, vale a pena ficar atento às taxas cobradas, que variam de acordo com o fundo, a jurisdição e a instituição.
Na maioria dos fundos brasileiros de varejo, é adotado o esquema 2/20. Tal esquema consiste na cobrança de uma taxa de administração de 2% do valor depositado por ano e 20% do lucro nominal que exceder o benchmark (de modo geral o CDI). Quando o fundo opera num país cuja inflação produz efeitos sensíveis de desvalorização da moeda, isso tem grande impacto sobre a rentabilidade real, pois a tributação é calculada com base no lucro nominal. Nos fundos prime e private, as taxas de administração e de performance vão se tornando menores à medida que a exigência de aplicação mínima se torna maior. 

## Risco
A carteira de ativos de um fundo de investimento é geralmente formada por ativos de diversos tipos, com diferentes graus de risco. O risco total da carteira do fundo é repassado ao aplicador ou cotista do fundo. O risco não deve ser tido em conta apenas no tempo presente mas também em função do tempo crescente. A contribuição de um título (ação, obrigação, títulos de tesouro etc.) para o risco de uma carteira bastante diversificada depende da sua própria sensibilidade às possíveis variações de mercado. A esta sensibilidade, chama-se habitualmente de "beta". Um valor mobiliário com um beta de 1,0 apresenta um risco de mercado médio (uma carteira bem diversificada desses valores tem o mesmo desvio-padrão do índice de mercado). Das carteiras com um beta de 0,5%, dizemos que têm um risco de mercado inferior à média (uma carteira bem diversificada desses valores tende a oscilar de um meio em relação aos movimentos de mercado, para além de apresentar-se com metade do desvio-padrão do mercado. 
O risco de um fundo de investimento pode ser definido como o grau de incerteza na obtenção do retorno esperado investindo em um determinado fundo. Dessa forma, os fundos podem ser classificados como de baixo, médio e alto risco. Geralmente, fundos de baixo risco apresentam um maior nível de segurança ao investidor, mas, em contrapartida, costumam ter um retorno menor. Fundos de alto risco, por outro lado, podem trazer um retorno mais alto, mas com um grau muito maior de incerteza, podendo até mesmo trazer prejuízos aos investidores.

## Análise de risco na avaliação de projetos
As decisões de investimento são decisões sobre situações que se verificaram no futuro.
Em relação a questões futuras ninguém pode ter a pretensão de possuir a certeza que determinado acontecimento se verificará.
O cash-flow provisional do projeto é um acontecimento futuro, que tanto pode assumir o valor previsto como pode não variar. Face à ignorância sobre qual será o resultado futuro do cash-flow, o analista do projeto deve atender ao risco/incerteza associado ao cash-flow previsto. Para falar dos métodos de medida de risco/incerteza na avaliação de projeto, é necessário distinguir os dois conceitos.
Numa situação de risco, o resultado futuro é desconhecido, mas pode-se-lhe atribuir probabilidades, sendo possível recorrer à teoria estatística.
Numa situação de incerteza, o resultado futuro é desconhecido e não é possível atribuir-lhe probabilidades.
O posicionamento da avaliação de projetos de investimentos face ao risco e à incerteza das situações futuras consiste em adotar um dos seguintes procedimentos:
1 - Utilizar os métodos empíricos.
2 - Utilizar os métodos da teoria da decisão e da simulação para avaliar a incerteza.
3 - Recorrer aos métodos probabilísticos para análise de risco.

## Métodos empíricos
Os métodos empíricos de tratar o risco e a incerteza dos cash-flows futuros são procedimentos "pessimistas" relativos à implementação do projeto. 
Ao tratar dos critérios de avaliação de projetos, o critério do período de recuperação (Payback) é um critério que privilegia o tempo de recuperação do investimento em detrimento da rentabilidade.
Quanto à adoção do critério Payback como critério de decisão, considera-se que é um procedimento cauteloso, pois admite implicitamente que, quanto maior é o período de recuperação do investimento, maior será o risco/incerteza que a previsão não se venha verificar.
No entanto, existem outros procedimentos que atendem ao risco e a incerteza: o ajustamento da taxa de atualização – no projeto para atender ao risco e à incerteza do futuro, consiste em majorar a taxa de atualização dos projetos.
Como o risco e a incerteza decorrem da dificuldade óbvia de prever o futuro, este procedimento opta por penalizar as estimativas dos cash-flows mais afastados no tempo.
O VAL é ajustado ao risco, e é um fator indireto que reflete o risco do projeto.
Quando se utiliza a TIR, o procedimento consiste em majorar a taxa de referência, a dificuldade na utilização deste método reside na estimação do premio de risco que ira majorar a taxa de atualização.
É óbvio que o projeto de investimento deverá ser tanto mais rentável quanto maior for o risco associado. O problema é que esta teoria não estabelece base teóricas que determinem qual o deve ser o prêmio de risco que majorará a taxa de atualização.
O Método do Equivalente Certo opta por incorporar indiretamente o risco do projeto ajustando o cash-flow previsional de forma que os cash-flows atualizados são obtidos da seguinte forma:

Cash-flow exploração = {\displaystyle \sum _{t=1}^{n}at{\frac {\mbox{(Rt-Dt)}}{(1+{\mbox{i}})^{t}}}\,}
Com at o coeficiente de equivalente certo, o coeficiente corrector dos cash-flows, com:
0 ≤ at ≤1
Quanto maior for o risco do projeto, tanto mais próximo de zero estará o a, quanto menor for o risco do projeto mais próximo de 1 estará o a.
Quando o investidor estima uma equivalência entre um cash-flow certo de 1000 e um cash-flow incerto de 1200, deve aplicar o cash-flow incerto 1200 um coeficiente redutor que transforme no equivalente certo 1000, esse coeficiente é o Coeficiente Equivalente:
```
a=1000/1200=0,833
```

O estabelecimento da equivalência entre o cash-flow certo e o cash-flow incerto pressupõe a revelação das preferências dos agentes o risco versus rendimento, e a existência de uma função de utilidade na linha de Newmann-Morgenstern.
O valor de 0,833 diz-nos que o investidor está disposto a correr o risco com a condição de receber um premio de risco de aproximadamente 20%, o prêmio de segurança é o complementar do premio de risco.
A definição do a é subjectiva, sendo fixada em função das preferências do agente, de forma que o premio de risco exigido pode ser:
-Crescente com o nível de risco, Nesta situação os agentes optam por não usufruir o rendimento esperado para não correrem o risco do projecto não ser rentável.
-Constante com o nível de risco, Nesta situação o premio de risco é nulo, os agentes neutros em relação ao risco.
-Decrescente com o nível de risco, os agentes possuem o gosto pelo risco, são designados por Risk-Lovers, por estarem dispostos a investir quanto maior for o risco, de forma que optam por um premio de risco negativo.
Este método e preferível ao método de ajustamento da taxa de atualização quando se comparam projetos. 
É impossível comparar projetos com taxas de atualização diferentes e taxas de referência distintas, como decorre o método do ajustamento da taxa de atualização.
Quando os projetos são tratados em função do equivalente certo, taxa de atualização é idêntica para os diferentes projetos, sendo possível compará-los.
Conclui-se portanto, comparando os dois métodos empíricos que uma taxa de actualização ajustada constante ao longo do tempo corresponde a um equivalente-certo decrescente no tempo, e a um risco crescente no tempo.
Os métodos empíricos expostos incorporam o risco indiretamente no projeto, mas não identificam exactamente o sentido do risco nem o medem, e por isso devem ser considerados procedimentos insatisfatórios.

## Métodos da teoria da decisão e métodos de simulação
Estes métodos caracterizam-se por serem métodos que se aplicam em contextos de estrita incerteza, quando é impossível medir os acontecimentos através de probabilidades.
Os métodos da teoria da decisão, na avaliação de projetos aplicam-se a projetos que envolvem incerteza estrita, e quando é impossível quantificar a incerteza. 
Nesta situação, a decisão face à situação de incerteza extrema consiste em socorrer-se de um dos 4 critérios clássicos de decisão em contexto de incerteza:
- O Critério Pessimista (Maximin de Wald) – opta, em primeiro, pelas estimativas mais pessimistas para os projetos. 
A designação de Maximin é óbvia, dado o critério optar pelo máximo dos rendimentos mínimos. 
O Maximin é um critério pessimista dado tomar em consideração apenas as situações mais desfavoráveis, trata-se de um critério a adotar quando o investidor prefere o risco mínimo.
- O Critério Otimista (Maximax) – o critério de Hurwicz do rendimento maximax opta por uma média ponderada da situação mais favorável e da situação menos favorável, o que define o índice Pessimista-Otimista.
O critério maximax é um critério a ser adotado pelo investidor puro, aquele que investe desde que exista uma esperança mínima de rentabilidade.
- O Critério do Lamento Mínimo (Minimax) – O critério de Savage considera que estando os estados de natureza fora do controlo do investidor é incorreto comparar os cash-flows das variantes em diferentes estados de natureza.
Os cash-flows de cada variante devem ser comparados com os cash-flows das restantes variantes apenas no mesmo estado de natureza. 
A lamentação (Regret) de um cash-flow define-se como o valor da diferença entre, o valor da melhor variante, quando um dado estado de natureza é o verdadeiro estado de natureza e o valor das restantes variantes nesse mesmo estado de natureza.
Admite-se que, no futuro, se registará a situação média correspondente ao estado de natureza esperado.
- O Critério da Insuficiente Razão – O critério de Laplace, considera que não se conhecendo o verdadeiro estado de natureza, significa que todos os estados de natureza possuem igual probabilidade. 
Este critério é criticado porque supõe a equiprobabilidade dos acontecimentos, situação que não se verifica necessariamente na realidade.
Comparando os critérios, verifica-se que são distintos e tendem a dar resultados distintos: os critérios de Wald e Hurwicz são defendidos pela teoria da decisão a luz de propriedades consideradas desejáveis.
Regista-se contudo a existência de bastantes defensores do critério de Wald, com base no princípio que mais vale prevenir do que remediar, e são escassos os defensores do critério de Hurwicz.
O Método de Simulação, usado no contexto da incerteza é a Análise da Sensibilidade.
Esta análise consiste na avaliação de projetos quando existe incerteza estrita sobre os resultados futuros associados ao projeto. 
A avaliação da sensibilidade consiste em simular situações possíveis para diferentes variantes do projeto e determinar o impacto dessas simulações na rentabilidade.
Esta análise precede a análise do risco, pois tenta identificar as variáveis fundamentais que determinarão o sucesso do projeto. Contudo a análise de sensibilidade não mede o risco associado as variáveis, esta é a razão pela qual se realiza uma análise de risco após a análise da sensibilidade.

## Métodos probabilísticos
Existem muitos tipos de métodos que recorrem ao conceito de probabilidade para analisar o risco do projeto. Os mais conhecidos são:
- Método das árvores de decisão – é uma técnica muito utilizada nas determinações do risco de projetos de investimento por contemplar as diferentes variantes do projeto, quando existe ligação entre as diferentes etapas.
As deficiências desta técnica na análise do risco decorrem do facto do risco ser expresso apenas em termos do valor esperado, ignorando a dispersão desse rendimento médio.
-Método da Média-Variância – A média e um parâmetro que caracteriza a localização de uma determinada distribuição estatística, a variância e o desvio padrão são medidas de dispersão da consequência (Ex: o VAL do projeto) em torno da média. 
Os desvios em relação a média podem ser pequenos, e nulos, casos em que a média se verifica com certeza, ou grandes, caso em que a probabilidade da média se verificar é reduzida.
Quanto maior a Variância, maior será o desvio em relação à média, e portanto Maior o risco de não se verificar o valor médio da consequência.
A média e a variância caracterizam o risco de uma dada distribuição de probabilidade. Admitindo que o VAL esperado de um projeto verifica uma determinada lei de distribuição de probabilidade, a media do VAL e a respectiva variância caracterizam o risco, quanto maior a variância maior será o risco.
Estimada a média e a variância da distribuição, é conhecida a distribuição que se admite normal, é assim possível estimar a probabilidade do VAL ser superior ou inferior a um determinado valor.
-Método de Monte-Carlo – é uma técnica de simulação estatística, que é implementada através de uma sequência de operações.
Atribuindo uma distribuição de probabilidade a um conjunto de variáveis que caracterizam o projeto (Exemplo: dimensão de mercado, taxa de crescimento de mercado, valor residual, custos fixos e variáveis).
Gerando números aleatórios, é possível simular a ocorrência do fenômeno para cada variável.
Gerando números aleatórios para as restantes variáveis estabelece-se uma dada especificação para o projeto, associada a determinadas probabilidades.
Simulando através da geração de números aleatórios uma dada especificação para o projeto, um projeto com um dado período de vida, uma dada quota de mercado, um dado valor residual é possível determinar a TIR ou o VAL para cada simulação.
A taxa de rentabilidade do projeto que resulta do método de Monte-Carlo possui uma distribuição caracterizada pela média e o desvio padrão, de forma que entre os dois projetos a seleção seja feita em termos do método da média-variância.
O método Monte-Carlo considera que as variáveis que caracterizam o projeto são independentes.
O que acontece é que muitas vezes as variáveis estão inter-ligadas e são dependentes havendo que especificar essa relação de dependência, o problema deste método, reside na dificuldade de as distribuições de probabilidade das variáveis que explicam o projeto terem de ser fixadas desde o inicio.
Concluindo – existem diferentes métodos para analisar o risco e a incerteza nas previsões de avaliação de projetos.
A opção por um ou por outro método depende das preferências do analista que efetua a avaliação do projeto e das exigências do mercado.
Uns métodos são mais modernos que os outros, exigindo, por isso, maiores conhecimentos; outros são menos sofisticados e mais facilmente implementáveis.
Em Portugal o mais popular é a Análise de Sensibilidade.
O papel da análise de risco do projeto é a de estabelecer a distribuição de probabilidade do cash-flow a partir de estimativas de probabilidade das variáveis identificadas na análise da sensibilidade.
Pretende-se com a análise de risco, diminuir o risco através de melhores estimativas para as variáveis críticas e fornecer ao decisor critérios que ajudem à tomada de decisão sobre a viabilidade do projeto.

## Risco na perspectiva dos fluxos de caixa futuros
O Risco ainda que genericamente seja interpretado como a “incerteza”, no âmbito da gestão financeira, este assume um carácter de certeza associado à possibilidade de perda que existe na aplicação de um determinado investimento. Por outras palavras, enquanto a “incerteza” ocorre sem grandes estimativas a não ser nas probabilidades subjectivas ao risco, os investidores podem basear-se em acontecimentos e dados previamente analisados que estimulam a interpretação das estimativas e possibilidades de perda perante esse mesmo risco.
O risco pode ser visto como uma variação provável dos fluxos de caixa futuros. Assim qualquer indivíduo ou empresa poderá escolher os seus investimentos, pois o fluxo de caixa futuro da obrigação pode ser estimado com bastante precisão,enquanto que, o da ação tem maior incerteza, isto implica que em qualquer investimento, quanto maior a incerteza na previsão dos fluxos de caixa gerados, maior o risco, assim como quanto maior for a possibilidade de perda, maior será o risco também.
Embora o risco de uma aplicação possa ser quantificado pela estimativa de probabilidades, o investimento no mercado de ações torna-se mais arriscado tanto quanto maior for a dispersão dos possíveis resultados. Para quantificar esta dispersão, o investidor deve calcular o desvio padrão e a variância desses mesmos resultados e dessa forma estará a quantificar, então, o risco de investimento.

### Tipos de risco

#### Risco único
Também designado por risco não sistemático, específico, residual ou diversificado, resulta dos perigos específicos a que uma empresa isolada, e talvez dos seus concorrentes mais próximos, está sujeita.
O risco único, inerente ao ativo em causa, pode ser eliminado através da detenção de uma carteira bem diversificada.

#### Risco de mercado
Risco de mercado, deriva de oscilações do próprio mercado, que por sua vez depende da “incerteza” da inflação, da política monetária, da política cambial, entre outras variáveis de difícil estimativa.
O risco se decompõe em:
- Risco total = Risco não sistemático, específico, residual ou único + Risco sistemático ou de mercado

O investidor e o gestor são naturalmente aversos ao risco, para um maior risco exigem uma maior esperança de rendibilidade.
O risco não sistemático, específico, residual ou único, é o que envolve tipicamente uma empresa específica e os seus concorrentes diretos, este tipo de risco pode ser reduzido pela diversificação. O outro tipo de risco que afeta todas as empresas em geral e que não é passível de ser  reduzido pela diversificação é o risco do mercado ou sistemático. Este risco respeita a incerteza da inflação, da política monetária, cambial e orçamental, às mudanças conjunturais e outras.
Um acionista que detenha uma carteira bem diversificada, consegue eliminar o risco, ficando apenas sujeito ao risco de mercado, o mesmo acontece com as empresas, se tiverem uma estratégia de diversificação aos poucos vai eliminar o risco especifico do negócio, ficando apenas sujeita ao risco de mercado.
A diversificação elimina o risco por duas razões, primeiro porque cada investimento, de per si,numa carteira bem diversificada tem um peso muito pequeno em relação a totalidade da carteira, portanto qualquer ação quer aumente ou diminua por si só não irá ter efeito substancial no conjunto do portfólio. Segundo, porque os efeitos de ações especificas nos preços de qualquer ativo é positivo ou negativo. Ora se for uma carteira bem diversificada, poderá dizer-se que o risco é igual a zero, ou seja as alterações positivas e negativas se anulam, o mesmo que dizer não existirá impacto no valor total da carteira.
Um investidor com uma carteira bem diversificada, o risco do Capital Próprio investido na empresa deve refletir apenas o risco do mercado.
O risco do mercado ou sistemático pode ser decomposto em risco do negócio e risco financeiro.
O risco do negócio é diretamente associado, à gestão da exploração da empresa, influenciando a variabilidade dos fluxos monetários operacionais resultantes da sua atividade, sem consideração do endividamento. Neste caso, é natural que os acionistas exijam um rendimento adicional para exporem os seus capitais a tais riscos, caso a empresa tenha uma estratégia que aumenta a exposição do risco à inflação.
Risco financeiro relacionado com a estrutura financeira da empresa caso haja endividamento é criado um risco adicional sobre os capitais próprios. Em princípio, o endividamento terá um efeito de alavancagem sobre a rendibilidade dos capitais próprios. 
A empresa ao assumir o reembolso do endividamento terá fluxos financeiros compulsivos, ou seja os encargos serão compulsivos e assumem um custo fixo.
Assim e neste contexto é criada uma variabilidade nos fluxos líquidos gerados mais que proporcional à variação das vendas. Considerando que o investidor é avesso ao risco, a tomada de decisão de novo endividamento é necessário que seja aumentada a rendibilidade dos capitais próprios.

#### Risco político
A mudança de políticas de um país que podem pôr em risco os investimentos. Se refere a possibilidade de que o governo do país em questão, exercendo seu poder soberano, tome medidas adversas aos investimentos realizados. Alterações em regulamentação e tributação são a forma mais comum e cotidiana de um governo local afetar negócios estrangeiros no país.

#### Risco das taxas de juro
Provém das variações das taxas de juro que são habitualmente inconstantes.

#### Risco de crédito
Risco de crédito se refere a uma possível incapacidade das instituições financeiras, responsáveis pela emissão dos ativos financeiros componentes da carteira, de honrarem seus compromissos financeiros assumidos com os investidores. Essa situação pode ser causada por problemas financeiros oriundos de uma má administração ou gestão, dificuldades com planos econômicos, etc. Esse problema também pode ocorrer com a própria entidade administradora do fundo de investimento.

#### Risco de país
É quando um país não consegue cobrir as suas obrigações financeiras.

#### Risco de câmbio externo
É quando as taxas de câmbio podem afetar ou até colocar em causa o investimento do país, causando um desequilíbrio econômico.

## Retorno esperado
É o valor que se espera receber do investimento num período. Considera-se uma estimativa do Retorno Efetivo que pode variar face ao Retorno Esperado.

## Administradores e gestores
Os administradores de fundos são as instituições financeiras responsáveis legais perante os órgãos normativos e reguladores, a Comissão de Valores Mobiliários (CVM) e o Banco Central, além de determinar a política e o regulamento de cada fundo.
Existe também a figura do Gestor de Carteiras que é responsável pela alocação dos recursos do fundo, avaliando os cenários e estruturando as carteiras. São profissionais especializados e autorizados pela Comissão de Valores Mobiliários que acompanham o mercado e procuram definir os melhores momentos de compra e venda e quais ativos comporão a carteira do fundo.
Cada fundo de investimento constitui-se como uma pessoa jurídica própria, não se confundindo com a instituição gestora. O que significa que o dinheiro aplicado num fundo está resguardado de qualquer eventual problema financeiro que a administradora ou a gestora venham a ter.

## Análise de desempenho

### Transparência
É uma obrigação dos administradores de recursos fornecerem todo o tipo de informação relevante para o cotista sobre a política de investimento do fundos, os riscos envolvidos e os principais direitos e responsabilidades dos investidores e dos gestores. O prospecto e o regulamento do Fundo são os instrumentos básicos de informação no momento inicial do investimento. Porém, durante o período de permanência do investidor no fundo ele deve ser informado sobre todas as mudanças importantes, seja na equipe de gestores ou no estatuto do fundo. A utilização do correio eletrônico (e-mail) como meio de comunicação entre o administrador de fundos e os cotistas é uma das principais inovações nas regras dos fundos.
A CVM publica diariamente milhares de dados sobres os fundos brasileiros.

### Benchmark
Benchmark é um indicador que dá a referência de performance que cada fundo busca acompanhar. Os fundos de Renda Fixa costumam ter como ponto de referência o Certificado de Depósito Interbancário (CDI). A meta é sempre obter resultados iguais ou superiores à taxa do CDI, como mostra o exemplo a seguir:
O Fundo XYZ obteve em 1998 rentabilidade igual a 56,16%, enquanto o CDI rendeu 28,61%. Portanto, se o objetivo do fundo era render 110% do CDI, ele superou seus objetivos e rendeu, na verdade, 121,42% em relação à taxa do CDI. Já em 1999, por exemplo, o Fundo XYZ rendeu apenas 22,56%, enquanto o CDI teve retorno de 25,26%. O Fundo não atingiu seu objetivo, pois rendeu, na verdade, apenas 97,84% comparado à taxa do CDI. Já os fundos de Renda Variável possuem, como principal benchmark, o Índice Bovespa. Os fundos de ações buscam alcançar rentabilidade anual igual ou maior que o IBOVESPA, dependendo do perfil e composição do fundo.
Para o cálculo da rentabilidade em relação ao benchmark, se utiliza a seguinte fórmula: ((1+ rentabilidade do fundo em decimal)/ (1+ rentabilidade do benchmark em decimal)-1)*100
Por exemplo: um fundo rendeu 35% e o benchmark rendeu 10%. Calculando: (1,35/1,1  -1)*100 = 22,72%. A interpretação que se faz é que caso o fundo permaneça estável, o benchmark precisaria se valorizar em 22,72% para alcançar o fundo.

### Volatilidade
A volatilidade vem a ser a dispersão positiva ou negativa em relação à média das rentabilidades diárias. Mais especificamente seria a média dos desvios padrões. Um investimento com alta volatilidade deve ser considerado como de maior risco. Já os investimentos com baixa volatilidade possuem uma performance mais estável e, portanto, com um comportamento mais previsível, sua performance não surpreende o investidor.

### Risco e retorno
Existe uma relação direta entre risco e rentabilidade esperada, trata-se da relação "risco-retorno".
Retorno e risco são duas variáveis que andam juntas no mundo dos investimentos. Quanto maior a possibilidade de retorno maiores os riscos envolvidos. A intuição subjacente a esta relação "risco-Retorno" é, também, de fácil apreensão. Para aplicações alternativas com idêntico nível de remuneração esperada, um agente racional avesso ao risco escolherá a que tiver associado um menor risco. Por exemplo, fundos que investem mais do que seu patrimônio no mercado futuro e que podem ter alta rentabilidade em certos períodos, trazem consigo um alto risco e a possibilidade de rendimentos negativos durante algum período. Já os fundos mais conservadores procuram garantir mais segurança aos seus investidores e portanto rentabilidades menores. Pode-se, por isso, decompor-se a taxa de rentabilidade exigida pelo agente (k) em duas componentes principais. A primeira (Rf), reflete a remuneração de uma aplicação sem risco-uma remuneração certa-, por exemplo Certificados de Aforro. A segunda, que se designa como "prémio de risco", será a compensação exigida pelo investidor para o remunerar pelo risco incorrido, assim temos: k = Rf + prémio de risco.
A racionalidade do agente impõe que a opção por aplicações de mais elevado risco tenha associadas expectativas de remuneração que compensem esse acréscimo de risco. São escolhas baseadas na racionalidade do agente e no seu perfil de risco, isto é, na sua preferência pessoal por mais risco e mais rentabilidade (esperada): são os agentes com o perfil financeiro mais "agressivo". Os agentes com o perfil mais "conservador" optam por menos riscos e menos rentabilidade: são aqueles que preferem "pouco mas certo".
A incorporação da relação risco-retorno na análise de investimentos permitirá ultrapassar a debilidade estrutural que esta tem pelo facto de existir incerteza quanto aos fluxos futuros. A taxa de atualização, dita "Taxa de rentabilidade exigida", é um veículo usado para repercutir o risco na análise, esta taxa reflecte o custo de oportunidade do agente. Quanto maior for o risco associado aos fluxos do investimento, maior será a compensação que vai exigir. Uma maior taxa de  atualização significa, um menor valor atual de uma unidade monetária a receber no futuro.
O Retorno sobre o investimento deve ser proporcional ao risco que este envolve já que, o risco é uma medida de volatilidade dos retornos e resultados futuros.

## Prêmio de risco vs retorno anormal
Prêmio de Risco é o retorno financeiro excedente que corresponde à diferença entre a taxa de rentabilidade de um ativo específico e a rentabilidade dos ativos sem risco associado como, por exemplo, os títulos de dívida emitidos pelo estado. Assim sendo, pode-se afirmar que o prêmio de risco é a rentabilidade adicional que um investidor acredita conseguir obter aceitando um determinado grau de risco, ou seja, quanto maior for o risco maior será o prêmio exigido pelo investidor na aquisição de um determinado ativo.
Por Prêmio de Risco, entende-se o retorno correspondente àquele que excede a Taxa de juro sem Risco, que é também aquele que se destina a compensar os Acréscimos de Risco, enquanto que o retorno Anormal é aquele que excede o Retorno Esperado ou Normal. 

### Atitudes face ao risco
Existem três tipos da atitudes face ao risco:
- Avesso ao risco: pondera o risco que corre, de forma que só aceita correr maiores riscos se sentir que a maior rentabilidade que pode obter do investimento é compensadora.
- Indiferente: não pondera os riscos que corre.
- Jogador: gosta de correr riscos, pelo que, à medida que o risco aumenta, sente-se atraído pela situação.

### Análise de risco
Antes de investir em um fundo é importante avaliar os riscos envolvidos na aplicação. Conhecer o tipo de investimento, a volatilidade das cotas e os índices de risco do fundo é fundamental para a escolha consciente do investidor. Outros aspectos que devem ser analisados pelo investidor são: a instituição que faz a gestão e a administração do fundo, o agente custodiante (instituição que faz a custódia dos títulos do fundo) bem como a empresa que faz auditoria dos fundos.

### Análise de sensibilidade
Esta análise permite visualizar o comportamento do risco de uma carteira, considerando um grande número de resultados possíveis do projeto. Avaliando um ativo usando muitas estimativas de possíveis retornos, pode-se obter um percepção da variabilidade dos resultados. Para isso, estimam-se resultados pessimistas, esperados e optimistas, para saber quais as melhores e piores hipóteses da rendibilidade da carteira.
Calculando a diferença entre o melhor e o pior dos resultados, obtemos a faixa / medida básica de risco. Quanto maior ela for, maior é o risco associado a esse ativo/ essa carteira.
Na análise sensibilidade a preocupação é a determinação das componentes aleatórias de um projeto, por forma a determinar o seu impacto sobre os resultados e sobre o critério de avaliação selecionado.
Quanto escolhidos os pontos sensíveis em relação a cada projeto, é importante ter uma indicação de cada um deles sobre a gama de valores possíveis e as probabilidades associadas. Assumida esta indicação deverá ser atribuído um valor para a nova variável e fazer o recálculo dos critérios de avaliação.
Nos projetos produtivos, normalmente os pontos sensíveis são: preço de venda, quantidade a vender, custo da matéria prima, valor do investimento total, duração temporal do projeto e taxa de atualização. 
O valor esperado será o somatório dos produtos dos valores possíveis, pelas respectivas probabilidades de ocorrência.
A análise sensibilidade é limitada, dado que um projeto pode ter elevada sensibilidade relativa a uma variável, mas ter um risco moderado. A sensibilidade do VAL a alterações do preço pode ser  elevada, mas se o projeto tiver a garantia do preço existente apresenta pouco risco. 
A desvantagem da análise de sensibilidade é pelo facto da mesma analisar em isolado cada variável ou seja ao analisar o impacto de uma variável no valor do critério de avaliação, não é possível adicionar nova variável a não ser que se volte ao procedimento inicial. Na maior parte das vezes as variáveis são independentes como por exemplo o preço de venda e as quantidades vendidas.

### Alavancagem
Um conceito importante a ser explorado é o de alavancagem financeira. A alavancagem ocorre quando o gestor assume obrigações maiores do que o patrimônio do fundo, assumindo dívidas para aumentar o volume dos recursos aplicados e, por consequência, aumentando o risco da operação. O regulamento de cada fundo preceitua quanto é o limite de alavancagem de cada fundo. Por isso, é importante sempre ler no regulamento quanto é este limite para se conhecer o campo de atuação do gestor. Há gestores que alavancam mais de três vezes o patrimônio do fundo. Para os fundos de renda variável há um limite estabelecido pela Comissão de Valores Mobiliários (CVM) de 100% de alavancagem sobre o patrimônio.

### Risco de crédito
É a avaliação da capacidade do emissor de cada papel em honrar a obrigação assumida no título. Por exemplo, se um CDB compuser a carteira do fundo, é fato relevante saber se o Banco emissor está pagando suas contas, adimplente no mercado, em suma a saúde financeira da instituição.
Vale lembrar que este risco não está implícito na volatilidade de um fundo.

## Modelo de precificação de ativos financeiros (CAPM)
Isto é aquilo a que se denomina muitas vezes de teoria básica relativa a risco e retorno. Esta teoria foi desenvolvida com o propósito de explicar o comportamento dos preços de títulos e de fornecer um mecanismo que dê possibilidade aos investidores de avaliar o impacto do investimento proposto num título sobre os respectivos risco e retorno da carteira globalmente. CAPM é normalmente utilizado na análise de títulos e pode ser utilizado no cálculo da taxa de atualização de um investimento de capital.
Num mercado de títulos, o prêmio esperado de risco varia proporcionalmente ao beta.

### Índice de Sharpe
O índice de Sharpe foi criado em 1966, por William Sharpe, ganhador do prêmio Nobel de Economia em 1990. É um escore que permite avaliar a relação entre o retorno e o risco de um investimento, de uma estratégia de investimentos, de um fundo de investimentos, de um clube de investimento, de um ativo, de uma commodity, de um gestor, de um genótipo (configuração de uma estratégia quando esta é obtida a partir de uma otimização realizada com auxílio de algoritmos genéticos). Este índice pode ser usado para comparar investimentos de uma mesma categoria ou de categorias diferentes. O índice de Sharpe é definido pela seguinte equação:
{\displaystyle IS=\displaystyle {\frac {R-R0}{s}}}
IS = índice de Sharpe
R = Retorno do investimento
R0 = Retorno supostamente "Livre de Risco"
s = Desvio Padrão do Retorno do investimento
Para que o escore gerado pelo índice permita comparações corretas, é necessário que o desvio-padrão seja calculado a intervalos iguais em todos os investimentos comparados. 
Embora o índice de Sharpe seja o mais famoso e o mais utilizado, existem vários outros com finalidades semelhantes, tais como o índice de Treynor, índice de Sortino, Mondigliani risk adjusted on performance, Calmar ratio, etc.
O retorno do fundo menos o retorno livre de risco é definido como prêmio que o investidor tem pelo risco que se dispôs a assumir. Quanto maior este prêmio, maior o Sharpe, quanto menor o desvio padrão, maior será o Sharpe.

### Histórico do fundo e do gestor
Embora rentabilidade passada não seja garantia de rentabilidade futura, a evolução do valor das cotas do fundo é um bom parâmetro para se tomar como base na escolha de um fundo de investimento. Porém, é importante saber se a política de gestão praticada, o gestor e os procedimentos de análises atuais são os mesmos que garantiram aquela rentabilidade passada. Estudos estatísticos sobre a homogeneidade do histórico e outras propriedades também contribuem para que se possa ter melhores perspectivas de que os resultados futuros sejam semelhantes aos observados no passado. 

## Classificação CVM
Dispositivo regulamentar da Comissão de Valores Mobiliários (CVM) que classifica os fundos de investimento. O processo de classificação de fundos se completa com a classificação da Associação Nacional dos Bancos de Investimento (ANBID).
A classificação, com a composição das diferentes carteiras, é a seguinte.

### Fundo de curto prazo
Pode aplicar exclusivamente em títulos públicos federais pré-fixados ou indexados à taxa SELIC, ou título indexados a índices de preços, com prazo máximo a decorrer de 375 dias, e prazo médio da carteira do fundo inferior a 60 dias, sendo permitida a utilização de derivativos somente para proteção da carteira e a realização de operações compromissadas lastreadas em títulos públicos federais.

### Fundo referenciado
Deve identificar na denominação a referência do seu indicador de desempenho - que deve estar expressamente definido na denominação do fundo - em função da estrutura dos ativos financeiros integrantes da respectiva carteira, desde que atendidas, cumulativamente, as seguintes condições:
a) tenha 80%, no mínimo, de seu patrimônio líquido representado, isolada ou cumulativamente, por títulos públicos federais, e títulos e valores mobiliários de renda fixa cujo emissor esteja classificado na categoria baixo risco de crédito ou equivalente, com certificação por agência de classificação de risco localizada no País, exceto em relação aos fundos referenciados em índices do mercado de ações;
b) estipule que 95%, no mínimo, da carteira seja composta por ativos financeiros de forma a acompanhar, direta ou indiretamente, a variação do indicador de desempenho ("benchmark") escolhido;
c) restrinja a respectiva atuação nos mercados de derivativos à realização de operações com o objetivo de proteger posições detidas a vista, até o limite dessas.

### Fundo de renda fixa
Deve possuir, no mínimo, 80% da carteira em ativos relacionados diretamente, ou sintetizados via derivativos, ao fator de risco que dá nome à classe (variação da taxa de juros doméstica ou de índice de inflação, ou ambos). Ver também renda fixa.

### Fundo de ações
a) Deve possuir, no mínimo, 80% da carteira em ativos relacionados diretamente, ou sintetizados via derivativos, ao fator de risco que dá nome à classe (variação de preços de ações admitidas à negociação no mercado à vista de bolsa de valores ou entidade do mercado de balcão organizado).
b) Deve possuir, no mínimo, 67% (sessenta e sete por cento) da carteira em ações admitidas à negociação no mercado à vista de bolsa de valores ou entidade do mercado de balcão organizado.

### Fundo cambial
Deve possuir, no mínimo, 80% da carteira em ativos relacionados diretamente, ou sintetizados via derivativos, ao fator de risco que dá nome à classe (variação de preços de moeda estrangeira ou simplesmente variação cambial), ou a variação do cupom cambial.

### Fundo de dívida externa
Deve aplicar, no mínimo, 80% de seu patrimônio em títulos representativos da dívida externa de responsabilidade da União, sendo permitida a aplicação de até 20% do patrimônio líquido em outros títulos de crédito transacionados no mercado internacional. Para o investidor brasileiro esse fundo é a única forma de aplicar nos papéis emitidos pelo governo brasileiro negociados no exterior. 
Os títulos representativos da dívida externa de responsabilidade da União devem ser mantidos, no exterior, em conta de custódia em nome do fundo, no Sistema Euroclear ou na LuxClear - Central Securities Depositary of Luxembourg (CEDEL).

### Fundo multimercado
Deve possuir políticas de investimento que envolvam vários fatores de risco, sem o compromisso de concentração em nenhum fator em especial ou em fatores diferentes das demais classes previstas.
Entre os multimercados mais conhecidos, estão:
- Multimercado Referenciado DI - Que se utilizada da rentabilidade básica do CDI para fazer suas operações;
- Multimercado Long & Short - Fundo de arbitragem de ações;

### Fundos mistos
Fundos que investem o seu patrimônio de forma diversificada, mantendo percentagens mais ou menos fixas do seu capital alocadas a instrumentos de mercado monetário, obrigações e ações.

### Fundos de fundos
Fundos cujo capital é investido, na sua maioria, em unidades de participação de outros fundos de investimento. Como é o caso da primeira Distribuidora de Fundos do Brasil, a Órama, cujos Fundos são FICs (Fundos de Investimentos em Cotas) e investem no mínimo 95% de seus recursos em outros Fundos. 

## Tipos de fundos
Fundos abertos - os investidores podem subscrever e resgatar as unidades de participação em qualquer momento, sendo o número de unidades de participação em circulação variável;
Fundos fechados - o número de unidades de participação é fixo, podendo os investidores proceder à sua subscrição num determinado período e ao seu resgate apenas numa data pré-definida para a liquidação do fundo;
Fundos com Carência - Resgate antecipado e tem perda de rendimento;
Fundo Exclusivo -  Fundo para só um aplicador, seus familiares e colegas de trabalho. Tem vantagem tributária na alteração de posição de um aplicador e só tem Regulamento.
Fundo de Curto Prazo - Super conservador. Aplica em títulos públicos de curto prazo (LTNs e LFTs). Prazo médio de carteira não pode passar de 365 dias e o prazo máximo do título mais longo não pode passar de 375 dias. Se não forem obedecidas essas duas regras é um fundo de longo prazo. Se o fundo não tiver nenhuma dessas características, como é o caso da maioria dos fundos vendidos pelos bancos, trata-se de um fundo aberto de longo prazo.

## Outros tipos de Fundos de Investimento
- Closed-end Fund
- Exchange Trade Fund ETF
- Fundo de Investimento em Direitos Creditórios
- Fundo de Investimento Imobiliário